# Teoria do macaco chapado

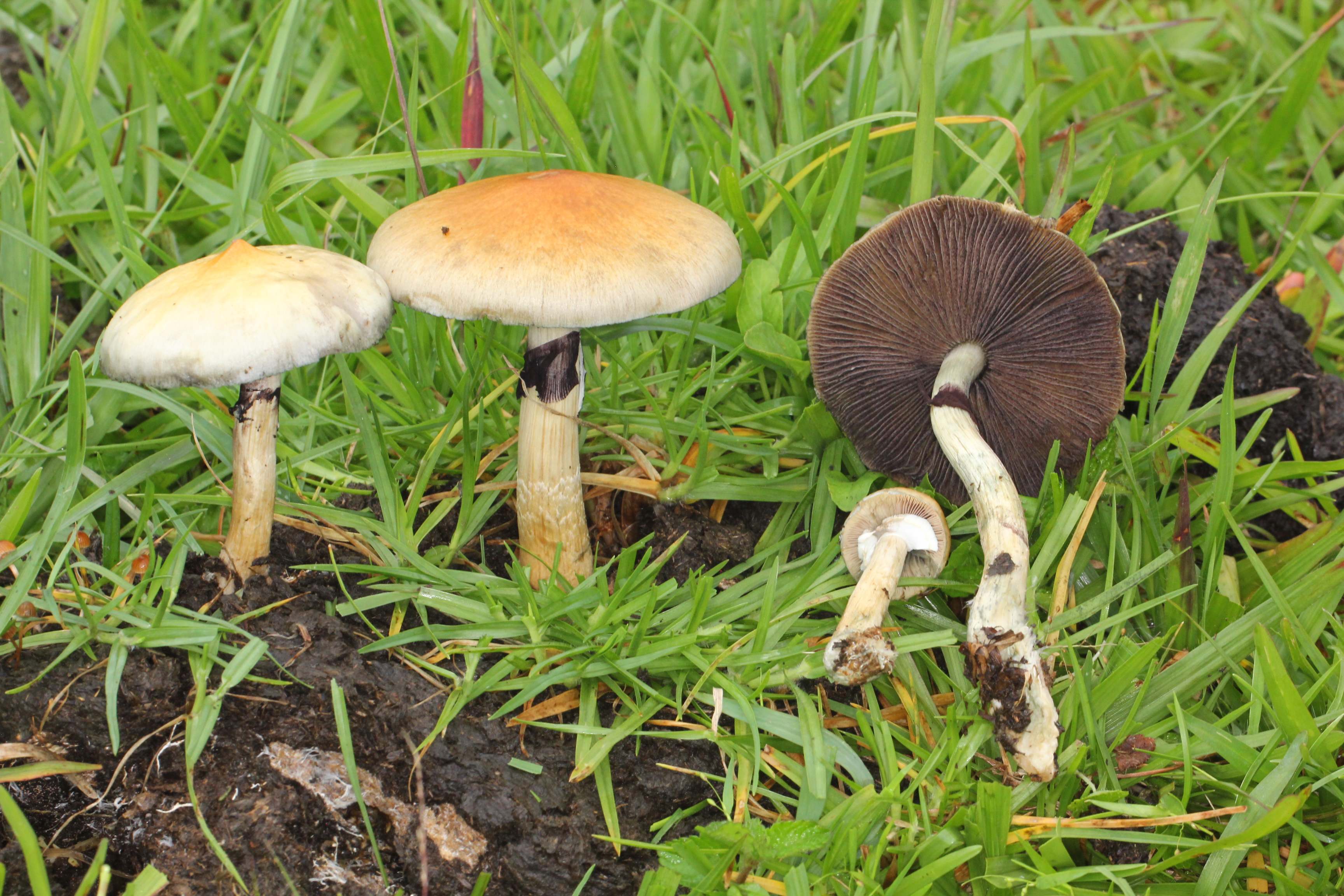
McKenna e seus proponentes colocam os cogumelos com psilocibina como a força central da teoria.

A teoria do macaco chapado é uma hipótese controversa proposta pela primeira vez pelo etnobotânico e místico americano Terence McKenna em seu livro de 1992, Food of the Gods. A ideia afirma que a revolução cognitiva foi causada pela adição de cogumelos com psilocibina, especificamente o cogumelo Psilocybe cubensis, na dieta humana há cerca de 100.000 anos. Usando evidências amplamente baseadas em estudos de Roland L. Fischer et al. das décadas de 1960 e 1970, ele atribuiu muitos dos avanços mentais feitos pelos humanos durante a revolução cognitiva aos efeitos da ingestão de psilocibina encontrados por Fischer.
O argumento de McKenna foi amplamente ignorado pela comunidade científica, que cita inúmeras supostas discrepâncias em sua teoria e afirma que suas conclusões foram alcançadas por meio de um mal-entendido fundamental dos estudos de Fischer. A teoria de McKenna não se baseava em evidências científicas.

## Visão geral
Em seu livro, McKenna argumentou que, devido à desertificação na África, os humanos recuaram para as florestas tropicais em declínio, seguindo rebanhos de gado cujo esterco atraía os insetos que, segundo ele, certamente faziam parte da dieta humana na época. De acordo com sua hipótese, os humanos teriam detectado Psilocybe cubensis devido ao seu crescimento frequente em excrementos de vaca.
Segundo McKenna, o acesso e a ingestão de cogumelos foram uma vantagem evolutiva para os ancestrais caçadores-coletores onívoros dos humanos, também proporcionando o primeiro impulso religioso da humanidade. Ele acreditava que os cogumelos com psilocibina eram o "catalisador evolutivo" do qual a linguagem, a imaginação projetiva, as artes, a religião, a filosofia, a ciência e toda a cultura humana surgiram.

## Evidência
Para apoiar sua afirmação, McKenna usou estudos do psicofarmacologista húngaro-americano Roland L. Fischer, que datam das décadas de 1960 e 1970, para destacar os supostos efeitos que os psicodélicos teriam na humanidade.
McKenna afirmou que doses menores de psilocibina melhoram a acuidade visual, incluindo a detecção de bordas, o que melhorou as habilidades de caça dos primeiros primatas e, portanto, resultou em maior suprimento de alimento e reprodução. Em doses mais altas, McKenna argumentou que os cogumelos aumentariam a libido, a atenção e a energia, resultando em maior sucesso reprodutivo. Em doses ainda maiores, a psilocibina promoveria maior vínculo social dentro das primeiras comunidades humanas, bem como atividades sexuais em grupo, resultando em maior diversidade genética a partir da mistura de genes. McKenna também teorizou que, nesse nível de ingestão de psilocibina, ela desencadearia atividade na "região de formação da linguagem do cérebro", resultando no desenvolvimento mental de visões e música e impulsionando o desenvolvimento da linguagem ao enriquecer seus sinais de tropa. De acordo com McKenna, a psilocibina também destruiria o ego interno e tornaria as questões religiosas o primeiro plano da mente.

## Variações

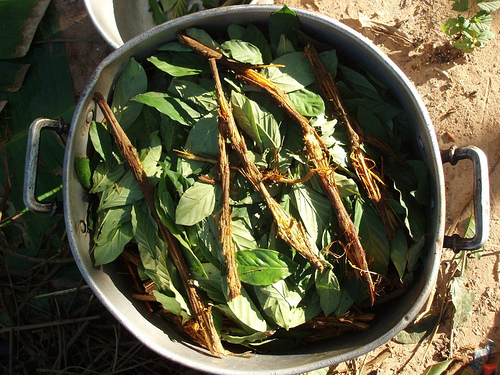
Ayahuasca com chacruna. Alguns defensores acreditam que, em vez dos cogumelos com psilocibina serem os responsáveis pela revolução cognitiva, psicodélicos contendo DMT, como a ayahuasca, foram os responsáveis.

Alguns que defendem que o uso de drogas desempenhou um papel fundamental no desenvolvimento humano argumentam que não foi a psilocibina que iniciou um maior desenvolvimento cognitivo entre os humanos, mas foi estimulada por outros psicodélicos, como substâncias contendo DMT, em particular, a ayahuasca. Foi demonstrado que a ayahuasca aumenta significativamente a abertura de traços em um desvio padrão. Além disso, demonstrou aumentar o interesse em ideias abstratas e a acuidade visual quando consumida. Isso levou à hipótese de que algum tipo de substância contendo DMT foi o responsável por trás da revolução cognitiva. No entanto, a psilocina, o produto ativo do metabolismo da psilocibina, é 4-hidroxi-DMT e a ayahuasca oral tem farmacologia e farmacocinética quase idênticas à ingestão de cogumelos com psilocibina.

## Recepção
A teoria do macaco chapado foi amplamente criticada pela comunidade científica em geral. A teoria de McKenna foi rotulada como excessivamente especulativa por grande parte da comunidade acadêmica e deturpando os estudos do psicofarmacologista Roland L. Fischer, cuja pesquisa foi frequentemente citada por McKenna como evidência dos supostos efeitos dos cogumelos nos primeiros humanos. Além disso, muitos apontaram para grupos como os astecas ou várias comunidades amazônicas cujo uso de substâncias psicodélicas não reflete nenhuma das vantagens evolutivas que McKenna argumentou que surgiriam do uso de substâncias contendo psilocibina.